# Bücker Bü 182 Kornett
Bücker Bü 182 Kornett var ett tyskt flygplan konstruerat för avancerad flygning.
Bü 182 utvecklades parallellt med Bü 181 Bestmann som ett ensitsigt tränings- och konstflygplan. Tanken var att flygplanet skulle ersätta den dubbeldäckade Bü 133 Jungmeister. 
Flygplanet var ett lågvingat monoplan med fast hjullandställ med ett frisvängande stjärthjul. Flygplanskroppen bakre del tillverkades i en träkonstruktion som kläddes med träfanér, medan nospartiet tillverkades av tunn stålplåt. Vingarna byggdes upp runt en vingbalk med spryglar som kläddes med fanér.
Den första prototypen utrustades med en 60 hp Walter Mikron II och den blev färdig för provflygning under hösten 1938. Ytterligare fyra prototypflygplan tillverkades till dessa valdes en 80 hk Bücker Bü M 700 fyrcylindrig luftkyld radmotor.
Förutom flygplanets huvudfunktion som träningsflygplan vid avancerad flygning, tänkte man sig att typen kunde användas som skolflygplan och introduktion i störtbombning. Under vingarna monterades skenor där fyra 1,5 kilos bombatrapper kunde hängas upp. Eftersom Luftwaffe visade svalt intresse för flygplanet kom ingen serietillverkning igång.

## Varianter
- Bü 182A - utrustad med en Walter Mikron II motor
- Bü 182B - utrustad med en Bücker Bü M 700 motor
- Bü 182C - utrustad med en Bücker Bü M 700 motor